# Trichosteleum microthamnioides
Trichosteleum microthamnioides là một loài rêu trong họ Sematophyllaceae. Loài này được (Müll. Hal.) C.H. Wright mô tả khoa học đầu tiên năm 1888.